# William Amos
William Amos, parfois appelé Will Amos (né le 4 décembre 1974), est un avocat, expert-conseil en environnement, professeur et homme politique canadien. Il est entre octobre 2015 et septembre 2021 député libéral de la circonscription de Pontiac à la Chambre des communes du Canada.

## Biographie
William Amos a obtenu un baccalauréat en Arts et sciences de l'Université McMaster, une maîtrise en Sciences politiques de l'Université de la Colombie-Britannique et un double diplôme de premier cycle en droit civil et en common law de l'Université McGill. Il a travaillé dans l'entreprise privée, dans le secteur public et pour des organisations à but non lucratif.
Il a enseigné à l'Université d'Ottawa à partir de 2007. Il a été directeur de la Clinique de droit de l'environnement de l'Université d'Ottawa - Écojustice.
Il est également l’auteur de nombreuses publications sur différents sujets de droit environnemental en plus d’avoir participé à plusieurs comités parlementaires. Il a été membre du conseil d'administration de la Fondation Chelsea (qui gère un centre culturel et sportif dans la municipalité de Chelsea au Québec) et du Sierra Club du Canada, ainsi que bénévole pour l’Association des Grands Frères et Grandes Sœurs et le Santropol Roulant, une cuisine communautaire basée à Montréal.

### Carrière politique
William Amos est annoncé comme candidat du Parti libéral du Canada pour la circonscription de Pontiac le 25 octobre 2014. Durant la campagne électorale, il a été choisi par le Comité politique pour l'environnement, ou GreenPAC, un groupe de pression environnementaliste canadien, comme un des 18 « éco-leaders » parmi les candidats de tous les partis,. Le 19 octobre 2015, il a été élu avec 54,5% des voix devant le député néo-démocrate sortant Mathieu Ravignat.
Aux élections de 2019, William Amos est réélu avec 49 % des voix. Le 12 décembre 2019, il est nommé secrétaire parlementaire pour les Sciences du ministre de l'Innovation, des Sciences et de l’Industrie, Navdeep Singh Bains.

### Incidents lors de visioconférences
Le 15 avril 2021, William Amos revient de faire de la course à pied. Il décide de se changer dans son bureau. Il ignore que sa webcam est allumée pendant une séance virtuelle de la Chambre des communes. Ses collègues l'aperçoivent nu. Un député prend une capture d'écran de l'évènement et la partage publiquement sur Internet. La photo fera le tour du monde. Le 3 mai 2021, il explique que cet évènement a été éprouvant pour lui et qu'il souhaite que cette situation ne se reproduise pas, ni pour lui, ni pour aucun de ses collègues au Parlement. Il souhaite enfin savoir qui a partagé la photo sur Internet. Le député bloquiste Sébastien Lemire admettra avoir pris la photo, tout en affirmant ignorer comment elle a abouti sur Internet. Les infos sont ensuite passés à Infoman, une émission de télévision à but humoristique.
Le 26 mai 2021, alors qu'il assistait virtuellement aux délibérations non publiques de la Chambre des communes, William Amos est aperçu en train d'uriner dans une tasse à café. Le lendemain, il fait des excuses publiques via un communiqué de presse et annonce qu'il se retire temporairement de son rôle de secrétaire parlementaire et de ses fonctions de comité le temps qu'il aille chercher de l'aide.